# Coccoloba guaranitica
Coccoloba guaranitica är en slideväxtart som beskrevs av Hassler. Coccoloba guaranitica ingår i släktet Coccoloba och familjen slideväxter. Inga underarter finns listade i Catalogue of Life.